# Frank Martin (Reiter)
Frank Hugo Martin (* 30. Dezember 1885 in Stockholm; † 28. August 1962 in Danderyd) war ein schwedischer Reiter und Olympiasieger. 

## Leben
Martin besuchte die Kungliga Krigsacademien und wurde 1906 Offizier. Später besuchte er die im Schloss Strömsholm gelegene Reitschule der schwedischen Armee.
Er trat bei den Olympischen Sommerspielen 1920 in Antwerpen mit seinem Pferd Kohort an und gewann mit der schwedischen Mannschaft die Goldmedaille im Springreiten.
1928 wurde er für die Tageszeitung Svenska Dagbladet tätig. Martin war Ritter 1. Klasse des Schwertordens.